# リンダ・ビメント
リンダ・ビメント（Linda Jeanne Bement、1941年11月2日- 2018年3月19日)は、アメリカ合衆国のモデル。1960年、第9回ミス・ユニバース世界大会（ミス・ユニバース1960）優勝。

## 経歴
1941年11月2日、ユタ州ソルトレイクシティに生まれる。末日聖徒イエス・キリスト教会の信徒である。
1960年7月7日、フロリダ州マイアミビーチで開かれた第9回ミスUSA大会にユタ州代表として出場。優勝。

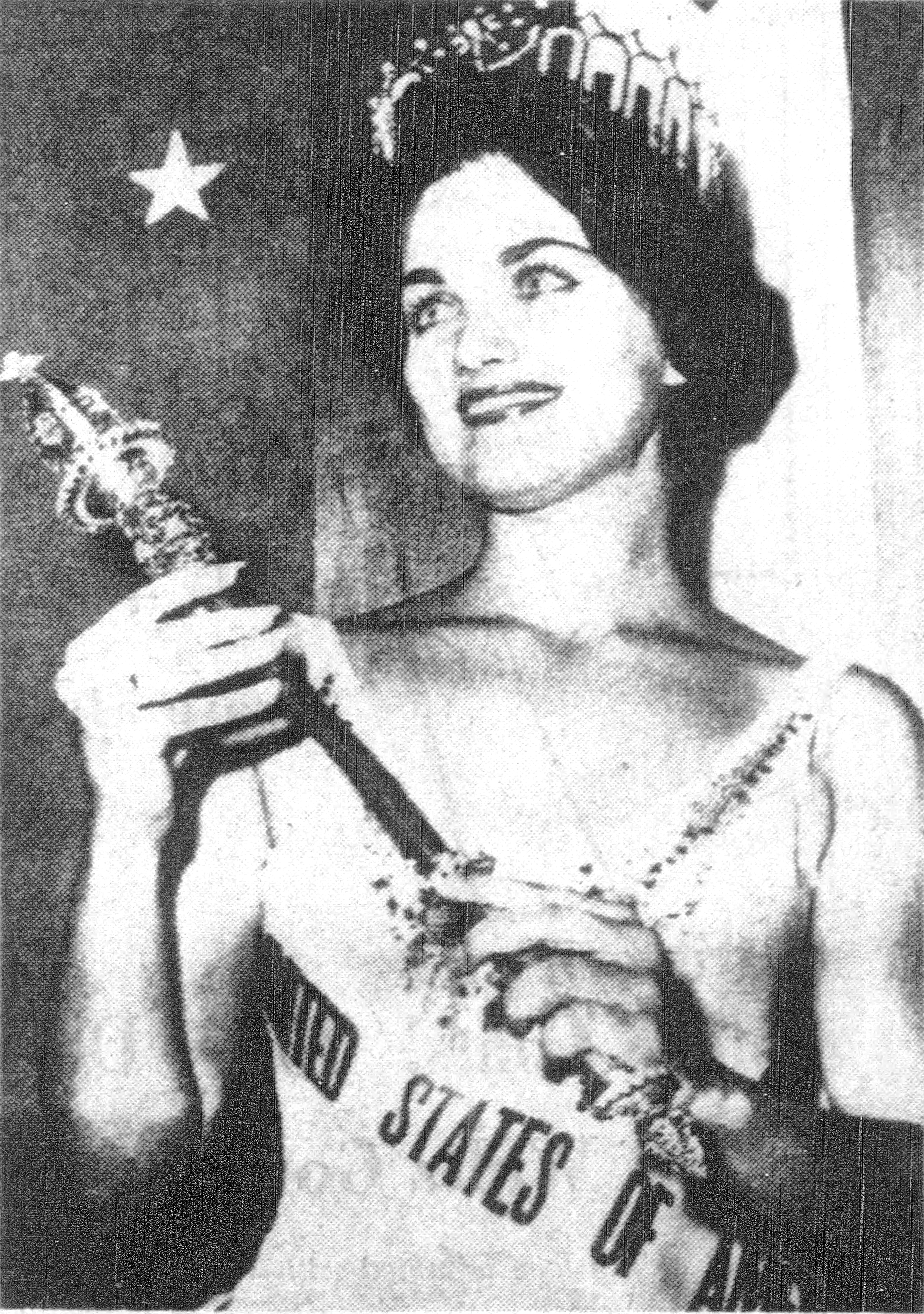
ミスUSA 1960

7月9日、同地で開かれたミス・ユニバース1960でダニエラ・ビアンキらを抑えて優勝し、ミス・ユニバース1959の児島明子から栄冠を受ける（米国代表として3人目）。テレビで全米に放送された最初の世界大会である。なお、ビメントと児島は身長・体重・バスト・ウエストが同じで、ヒップは児島が2インチ（5cm）大きかった。
1962年、パナマ出身の騎手マヌエル・イカサと結婚。彼は後にアメリカ競馬名誉の殿堂博物館の殿堂入りするが、詳細は関連項目参照。
1969年11月、2人の子を儲けて離婚。 
2018年3月19日、ソルトレイクシティの自宅で死去。自然死と報道された。